# Sfera locale
Si definisce sfera locale nel punto P dell'ellissoide, la sfera tangente al punto P considerato dell'ellissoide e avente il raggio R uguale alla media geometrica fra ρ e N, in cui ρ è il più piccolo raggio di curvatura di tutte le ellissi che passano in P, mentre N corrisponde al massimo raggio di curvatura fra tutte le ellissi che passano in P. Quest'ultimo valore è chiamato anche "gran normale".

## Applicazione in geodesia
Il campo sferico è quella zona di terreno attorno al punto P, di raggio non superiore ai 110 km, in cui si può considerare la Terra sferica anziché ellissoidica, per ogni fine pratico; infatti gli scarti nelle distanze calcolate tra i due punti, prima sull'ellissoide e poi sulla sfera, sono di circa 1 parte su 100 milioni del loro valore ellissoidico, mentre gli angoli sferici si discostano da quelli ellissoidici di qualche millesimo di secondo.